# Риза Господња
Риза Господња или Одежда Господња је реликвија у хришћанству.
Према једном од сведочења тога времена, Господња хаљина је била бешавна туника, коју је жребом добио један од римских војника који су били присутни на распећу Исуса Христа (Јован 19:23-24). По преању неки Грузијац, ју је потом донео у Иберију. (Грузија), где је и сачувана.
Према другој верзији, Одежда Господа Исуса Христа, за коју су војници бацили жреб на Његовом распећу, није била сашивена, већ је у потпуности саткана одозго рукама Богородице.
Постоји мишљење да је одговор садржан у Светом Писму. Часну Одежду Господњу не треба поистовећивати са Његовом нешивеном хаљином – „Када су војници распели Исуса, узеше хаљине Његове и поделише их на четири дела, по један за сваког војника и туник”у; Туника није шивена, већ је у потпуности ткана од врха. И тако рекоше једни другима: „Не кидајмо је, него бацимо жреб за њу чија ће бити, да се испуни оно што је речено у Писму: Поделили су хаљине моје међу собом и бацили жреб за моју хаљину“ (Јован 19:23, 24; Пс. 21:19). Хитон се, за разлику од огртача, се није могао поделити, иначе би се једноставно расплео у нити.
О околностима преноса тунике и огртача из Јерусалима говоре различите верзије: јерменска, грузијска, сиријска, које се међусобно не слажу. За разлику од Хитона, Одежда није била скривена у темељима Мцкете Патријаршијске катедрале Светитскховели, већ у њеној ризници.
На месту где је пронађена Одежда Господња, света Нина, која је отпутовала у Рим, по благослову јерусалимског патријарха, коначно је одлучила да уђе у дело проповедања Јеванђеља у Иберији. У овом расположењу била је подржана небеским виђењем и, као гаранција успеха, добила је од Богородице крст од винове лозе.